# Semirhynchia rubella
Semirhynchia rubella is een insect uit de familie van de Nemopteridae, die tot de orde netvleugeligen (Neuroptera) behoort. 
Semirhynchia rubella is voor het eerst wetenschappelijk beschreven door Navás in 1910.